# Ford Bronco II
Il Ford Bronco II è stato un compact SUV prodotto dalla Ford dal 1984 al 1990 in due serie.

## Il contesto
Il Bronco II fu commercializzato dalla Ford per essere complementare al full-size SUV Bronco, e per competere con i compact SUV delle altre case automobilistiche, come il Chevrolet S-10 Blazer, la seconda serie del Jeep Cherokee il Toyota 4Runner e in seguito il Nissan Pathfinder.
Il Bronco II è stato il primo compact SUV prodotto dalla Ford dalla prima serie del Bronco, che fu venduta dal 1966 al 1977. Il Bronco II era meccanicamente e strutturalmente (eccetto che nei dettagli) identico al Ford Ranger. Aveva un passo di 2.388 mm, e la parte posteriore della carrozzeria era chiusa. A differenza del Bronco, il Bronco II possedeva la trazione integrale come optional (tutti i Bronco full-size erano invece a quattro ruote motrici) e non aveva il tettuccio rimovibile. Il motore era anteriore, mentre la configurazione della trazione montata di serie era posteriore.
Il Bronco II venne assemblato a Louisville, Kentucky.

## Motori
I modelli prodotti nel 1984 e nel 1985 erano equipaggiati con un motore V6 Cologne da 2,8 L di cilindrata e 115 CV di potenza con alimentazione a carburatore. Questo propulsore è stato utilizzato negli stessi anni sul Ford Ranger. Nel 1986 venne introdotto un nuovo propulsore V6 Cologne da 2,9 L, 140 CV ed alimentazione ad iniezione.
Surriscaldare il motore portava di solito alla rottura della testata nelle zone tra le molle di richiamo delle valvole o nella zona dei bilancieri. Ciò portava anche a perdite di liquido refrigerante, che andava a mischiarsi con l'olio, e se non si interveniva in tempo si giungeva a seri danni al motore. Sebbene vi siano state leggere migliorie alle testate nella seconda metà del 1989, queste non vennero montate sui motori di normale produzione prima dell'uscita dai listini del Ford Bronco II. Infatti, i Bronco II ancora in garanzia o quelli per cui c'era la richiesta, a pagamento, da parte del cliente, venivano equipaggiati in seconda battuta con le nuove testate.
Nel 1987 fu anche offerto un motore Diesel Mitsubishi a quattro cilindri in linea da 2,3 L e 86 CV. Questo propulsore fu raramente installato anche a causa delle scarse prestazioni.

## Trasmissioni
I cambi manuali disponibili furono:
- Mazda TK4 quattro rapporti;
- Mazda TK5 cinque rapporti;
- Mazda  M5OD-R1 cinque rapporti;
- Mitsubishi FM145 cinque rapporti;
- Mitsubishi FM146 cinque rapporti;

mentre quelli automatici furono:
- Ford C5 tre rapporti;
- Ford A4LD quattro rapporti.

## Le due serie e la fine della produzione
La prima serie della Ford Bronco II fu sviluppata dal 1984 al 1988 in parallelo con la Ford Ranger. Il restyling della Bronco II e della Ranger iniziò nel 1989 e terminò nel febbraio 1990 con l'interruzione della produzione del primo modello, che fu sostituito dall'Explorer. Il restyling non fu solo concentrato sull'aspetto esteriore, ma anche sulla struttura del modello. Gli esemplari prodotti dal novembre 1989 a trazione integrale erano equipaggiati con l'assale anteriore Dana 35. Fino ad allora, infatti, era utilizzato un assale Dana 28.
Quando la commercializzazione della Bronco II si interruppe, la produzione dell'Explorer, che era la sua sostituta, iniziò con un'analoga gamma basata sul pianale della Ford Ranger. L'Explorer condivideva essenzialmente lo stesso frontale. Il motore era però il nuovo V6 Ford Cologne da 4 l di cilindrata, valvole in testa e 155 CV di potenza. Le porte erano quattro, anche se si poteva avere la versione a due come optional. Nel 1995 l'Explorer fu rivista e con questo restyling, che comprendeva anche l'aggiornamento delle motorizzazioni, fu decretata la fine di ogni reminiscenza della Bronco II.
La Ford avrebbe messo sul mercato un altro compact SUV solo nel 2001, con il lancio dell'Escape.